# Trine Skei Grande
Trine Skei Grande (född 2 oktober 1969  i Overhalla) är en norsk politiker och var partiledare för Venstre från 2010-2020. Den 17 januari 2018 blev hon kulturminister i samband med att den borgerliga regeringen utvidgades.